# Lucie Charvátová
Lucie Charvátová (* 1. února 1993 Hradec Králové) je česká biatlonistka z Vrchlabí. Jejím největší úspěchem je bronzová medaile z Mistrovství světa v biatlonu 2020 v Anterselvě.
Původně se věnovala běhu na lyžích, v roce 2013 přešla k biatlonu. Jejím prvním oddílem byl SVS Krkonoše Vrchlabí, později závodila ČKS SKI Jilemnice pod vedením trenéra Václava Hamana. V únoru 2013 se ve Val di Fiemme poprvé zúčastnila mistrovství světa dospělých v běžeckém lyžování.
Od sezony 2013/2014 se jako členka reprezentace ČR zúčastňuje závodů Světového poháru v biatlonu. Jejím nejlepším individuálním výsledkem ve Světovém poháru je páté místo ze sprintu z rakouského Hochfilzenu ze sezóny 2015/2016. Medailových umístění v rámci Světového poháru dosáhla společně se štafetou Veronika Vítková, Gabriela Soukalová a Eva Puskarčíková.
Pětkrát se zúčastnila mistrovství světa v biatlonu: v roce 2016 v Oslu, 2017 v Hochfilzenu, 2019 v Östersundu, 2020 v Anterselvě a v roce 2021 na Pokljuce. Nejlepším umístěním je 3. místo ze sprintu na MS v Anterselvě.
Od sezony 2014/2015 byla pod vedením trenéra ženské reprezentace Zdeňka Vítka, na sezonu 2018/2019 se připravovala s norským trenérem Egilem Gjellandem.
V roce 2020 dokončila studium na Ekonomické fakultě Technické univerzity v Liberci a získala titul inženýrky. Následně pokračovala studiem oboru sportovního managementu v programu MBA na Vysoké škole tělesné výchovy a sportu Palestra, které dokončila v roce 2021.[zdroj⁠?!] Na podzim 2021 úspěšně kandidovala do komise sportovců Evropského olympijského výboru.

## Největší úspěchy – lyžování
- MS 2013 – 51. místo ve sprintu, 12. místo ve štafetě
- MS juniorů 2013 – 16. místo sprint klasicky, 16. místo 5 km volnou technikou
- MS juniorů 2012 – 31. místo 5 km volnou technikou
- EYOWF 2011 – 13. místo sprint klasicky
- Český pohár – vítězka v kategorii žactva 2005/06 a 2006/07, vítězka v kategorii dorostu 2010/11
- MČR – 1× zlato 2008, 2× zlato 2009, 2× zlato jako starší dorostenka 2011
- Sportovec okresu Semily za rok 2012: 9. místo mládež jednotlivci, 2. místo družstva dospělých

## Největší úspěchy – biatlon

### Mistrovství světa
- 3. místo – sprint, Anterselva/ITA 19/20
- 6. místo – štafeta, Oslo/NOR 15/16
- 18. místo – stíhací závod, Oslo/NOR 15/16
- 32. místo – sprint, Hochfilzen/AUT 16/17
- 33. místo – sprint, Oslo/NOR 15/16
- 34. místo – stíhací závod, Hochfilzen/AUT 16/17

### Světový pohár – individuální závody
- 5. místo – sprint, Hochfilzen/AUT 15/16
- 6. místo – sprint, Hochfilzen/AUT 19/20
- 8. místo – sprint, Ruhpolding/GER 23/24
- 10. místo – sprint, Nové Město na Moravě/CZE 20/21
- 11. místo – závod s hromadným startem, Annecy/FRA 19/20
- 12. místo – stíhací závod, Östersund/SWE 16/17
- 15. místo – stíhací závod, Pokljuka/SLO 15/16
- 15. místo – stíhací závod, Nové Město na Moravě/CZE 20/21
- 16. místo – sprint, Canmore/CAN 23/24
- 17. místo – sprint, Pokljuka/SLO 15/16
- 17. místo – sprint, Nové Město na Moravě/CZE 20/21
- 18. místo – sprint, Östersund/SWE 16/17
- 19. místo – sprint, Presque Isle/USA 15/16
- 19. místo – stíhací závod, Hochfilzen/AUT 23/24
- 20. místo – stíhací závod, Ruhpolding/GER 15/16

### Světový pohár – štafety
- 1. místo – Presque Isle/USA 15/16
- 2. místo – Anterselva/ITA 15/16
- 3. místo – Oberhof/GER 18/19
- 3. místo – Pchjongčchang/KOR 16/17
- 4. místo – Pokljuka/SLO 16/17

## Výsledky

### Olympijské hry a mistrovství světa
| Sezóna  | Akce | Místo                | SP  | SZ  | HZ  | IZ  | ŠT  | SŠT | SZD | Věk    |
| ------- | ---- | -------------------- | --- | --- | --- | --- | --- | --- | --- | ------ |
| 2015/16 | MS   | Oslo                 | 33. | 18. | –   | 45. | 6.  | –   | ×   | 23 let |
| 2016/17 | MS   | Hochfilzen           | 32. | 34. | –   | 82. | –   | –   | ×   | 24 let |
| 2018/19 | MS   | Östersund            | 71. | –   | –   | –   | –   | –   | –   | 26 let |
| 2019/20 | MS   | Anterselva           | 3.  | 42. | 29. | 46. | 4.  | –   | –   | 27 let |
| 2020/21 | MS   | Pokljuka             | 71. | –   | –   | 48. | 10. | 11. | –   | 28 let |
| 2021/22 | ZOH  | Peking               | 25. | 34. | 28. | 19. | 8.  | –   | ×   | 29 let |
| 2022/23 | MS   | Oberhof              | 59. | 41. | –   | 39. | 7.  | –   | –   | 30 let |
| 2023/24 | MS   | Nové Město na Moravě | 40. | LAP | –   | 71. | 7.  | –   | –   | 31 let |
| 2024/25 | MS   | Lenzerheide          | 39. | 50. | –   | 63. | –   | –   | –   | 32 let |

Poznámka: Výsledky z olympijských her se do hodnocení světového poháru nezapočítávají; výsledky z mistrovství světa se dříve započítávaly, od mistrovství světa v roce 2023 se nezapočítávají.

### Světový pohár

#### Sezóna 2013/2014
| ČSP              | Místo            | SP          | SZ | HZ | IZ | ŠT  | STŘ |
| ---------------- | ---------------- | ----------- | -- | -- | -- | --- | --- |
| 3.               | Annecy           | 70.         | –  | –  | –  | 10. | –   |
| Celkové umístění | Celkové umístění | nkl.        | –  | –  | –  | 9.  | –   |
| Celkové umístění | Celkové umístění | 0 b. (nkl.) |    |    |    | 9.  | –   |

#### Sezóna 2014/2015
| ČSP              | Místo            | SP          | SZ   | HZ | IZ   | ŠT | SŠT | STŘ |
| ---------------- | ---------------- | ----------- | ---- | -- | ---- | -- | --- | --- |
| 1.               | Östersund        | 50.         | 58.  | –  | 71.  | –  | –   | –   |
| 2.               | Hochfilzen       | 96.         | –    | –  | –    | –  | –   | –   |
| Celkové umístění | Celkové umístění | nkl.        | nkl. | –  | nkl. | –  | –   | 56% |
| Celkové umístění | Celkové umístění | 0 b. (nkl.) |      |    |      | –  | –   | 56% |

#### Sezóna 2015/2016
| ČSP              | Místo            | SP             | SZ  | HZ  | IZ   | ŠT | SŠT | SZD | STŘ |
| ---------------- | ---------------- | -------------- | --- | --- | ---- | -- | --- | --- | --- |
| 1.               | Östersund        | 67.            | –   | –   | 57.  | –  | –   | –   | –   |
| 2.               | Hochfilzen       | 5.             | 22. | –   | –    | 6. | –   | –   | –   |
| 3.               | Pokljuka         | 17.            | 15. | 28. | –    | –  | –   | –   | –   |
| 4.               | Ruhpolding       | 42.            | 20. | 27. | –    | –  | –   | –   | –   |
| 5.               | Ruhpolding       | –              | –   | –   | 80.  | 6. | –   | –   | –   |
| 6.               | Anterselva       | 51.            | 48. | –   | –    | 2. | –   | –   | –   |
| 7.               | Canmore          | DSQ            | –   | –   | –    | –  | –   | 13. | –   |
| 8.               | Presque Isle     | 19.            | 25. | –   | –    | 1. | –   | –   | –   |
| 9.               | Chanty-Mansijsk  | 30.            | 42. | –   | –    | –  | –   | –   | –   |
| Celkové umístění | Celkové umístění | 28.            | 26. | 47. | nkl. | 4. | 10. | 10. | 70% |
| Celkové umístění | Celkové umístění | 224 bodů (31.) |     |     |      | 4. | 10. | 10. | 70% |

#### Sezóna 2016/2017
| ČSP              | Místo                | SP             | SZ  | HZ | IZ  | ŠT  | SŠT | SZD | STŘ |
| ---------------- | -------------------- | -------------- | --- | -- | --- | --- | --- | --- | --- |
| 1.               | Östersund            | 18.            | 12. | –  | 41. | –   | –   | –   |     |
| 2.               | Pokljuka             | 79.            | –   | –  | –   | 4.  | –   | –   |     |
| 3.               | Nové Město na Moravě | 64.            | –   | –  | –   | –   | –   | –   |     |
| 4.               | Oberhof              | 75.            | –   | –  | –   | –   | –   | –   |     |
| 5.               | Ruhpolding           | 42.            | 46. | –  | –   | –   | –   | –   |     |
| 6.               | Anterselva           | –              | –   | –  | 32. | 16. | –   | –   |     |
| 7.               | Pchjongčchang        | 73.            | –   | –  | –   | 3.  | –   | –   |     |
| 8.               | Kontiolahti          | 45.            | 34. | –  | –   | –   | –   | –   |     |
| 9.               | Holmenkollen         | 32.            | 33. | –  | –   | –   | –   | –   |     |
| Celkové umístění | Celkové umístění     | 52.            | 45. | –  | 60. | 5.  | –   | –   | 67% |
| Celkové umístění | Celkové umístění     | 101 bodů (53.) |     |    |     | 5.  | –   | –   | 67% |

#### Sezóna 2017/2018
| ČSP              | Místo            | SP           | SZ           | HZ           | IZ           | ŠT           | SŠT          | SZD          | STŘ          |
| ---------------- | ---------------- | ------------ | ------------ | ------------ | ------------ | ------------ | ------------ | ------------ | ------------ |
| 1.               | Östersund        | 72.          | –            | –            | 85.          | –            | –            | –            |              |
| 2.               | Hochfilzen       | 69.          | –            | –            | –            | –            | –            | –            |              |
| 3.               | Annecy           | 82.          | –            | –            | –            | –            | –            | –            |              |
| 4.               | Oberhof          | 71.          | –            | –            | –            | –            | –            | –            |              |
| 5.               | Ruhpolding       | –            | –            | –            | 84.          | –            | –            | –            |              |
| 6.               | Anterselva       | DNF          | –            | –            | –            | –            | –            | –            |              |
| 7.               | Kontiolahti      | nestartovala | nestartovala | nestartovala | nestartovala | nestartovala | nestartovala | nestartovala | nestartovala |
| 8.               | Holmenkollen     | nestartovala | nestartovala | nestartovala | nestartovala | nestartovala | nestartovala | nestartovala | nestartovala |
| 9.               | Ťumeň            | nestartovala | nestartovala | nestartovala | nestartovala | nestartovala | nestartovala | nestartovala | nestartovala |
| Celkové umístění | Celkové umístění | nkl.         | –            | –            | nkl.         |              |              |              | 63 %         |
| Celkové umístění | Celkové umístění | 0 b. (nkl.)  |              |              |              |              |              |              | 63 %         |

#### Sezóna 2018/2019
| ČSP              | Místo                | SP            | SZ           | HZ           | IZ           | ŠT           | SŠT          | SZD          | STŘ          |
| ---------------- | -------------------- | ------------- | ------------ | ------------ | ------------ | ------------ | ------------ | ------------ | ------------ |
| 1.               | Pokljuka             | 86.           | –            | –            | 81.          | –            | –            | –            |              |
| 2.               | Hochfilzen           | 84.           | –            | –            | –            | 9.           | –            | –            |              |
| 3.               | Nové Město na Moravě | 29.           | 34.          | –            | –            | –            | –            | –            |              |
| 4.               | Oberhof              | 81.           | –            | –            | –            | 3.           | –            | –            |              |
| 5.               | Ruhpolding           | 85.           | –            | –            | –            | –            | –            | –            |              |
| 6.               | Anterselva           | 45.           | 37.          | –            | –            | –            | –            | –            |              |
| 7.               | Canmore              | –             | –            | –            | 33.          | 7.           | –            | –            |              |
| 8.               | Soldier Hollow       | nestartovala  | nestartovala | nestartovala | nestartovala | nestartovala | nestartovala | nestartovala | nestartovala |
| 9.               | Holmenkollen         | 102.          | –            | –            | –            | –            | –            | –            |              |
| Celkové umístění | Celkové umístění     | 80.           | 73.          | –            | 60.          | 7.           | nkl.         | nkl.         | 71 %         |
| Celkové umístění | Celkové umístění     | 31 bodů (81.) |              |              |              | 7.           | nkl.         | nkl.         | 71 %         |

#### Sezóna 2019/2020
| ČSP              | Místo                | SP             | SZ      | HZ      | IZ      | ŠT      | SŠT     | SZD     | STŘ     |
| ---------------- | -------------------- | -------------- | ------- | ------- | ------- | ------- | ------- | ------- | ------- |
| 1.               | Östersund            | 30.            | –       | –       | 47.     | 8.      | –       | –       |         |
| 2.               | Hochfilzen           | 6.             | 30.     | –       | –       | 6.      | –       | –       |         |
| 3.               | Annecy               | 21.            | 55.     | 11.     | –       | –       | –       | –       |         |
| 4.               | Oberhof              | 43.            | –       | 27.     | –       | 10.     | –       | –       |         |
| 5.               | Ruhpolding           | 15.            | 30.     | –       | –       | 16.     | –       | –       |         |
| 6.               | Pokljuka             | –              | –       | 28.     | 89.     | –       | –       | –       |         |
| 7.               | Nové Město na Moravě | 39.            | –       | –       | –       | 10.     | –       | –       |         |
| 8.               | Kontiolahti          | 23.            | 28.     | –       | –       | –       | zrušeno | zrušeno |         |
| 9.               | Holmenkollen         | zrušeno        | zrušeno | zrušeno | zrušeno | zrušeno | zrušeno | zrušeno | zrušeno |
| Celkové umístění | Celkové umístění     | 13.            | 42.     | 29.     | nkl.    | 8.      | –       | –       | 67 %    |
| Celkové umístění | Celkové umístění     | 246 bodů (27.) |         |         |         | 8.      | –       | –       | 67 %    |

#### Sezóna 2020/2021
| ČSP              | Místo                    | SP             | SZ  | HZ | IZ   | ŠT  | SŠT | SZD | STŘ    |
| ---------------- | ------------------------ | -------------- | --- | -- | ---- | --- | --- | --- | ------ |
| 1.               | Kontiolahti              | 59.            | –   | –  | 57.  | –   | –   | –   | 73,5 % |
| 2.               | Kontiolahti (2)          | 33.            | 51. | –  | –    | 11. | –   | –   | 50 %   |
| 3.               | Hochfilzen               | 24.            | DNF | –  | –    | 11. | –   | –   | 51 %   |
| 4.               | Hochfilzen (2)           | 67.            | –   | –  | –    | –   | –   | –   | 50 %   |
| 5.               | Oberhof                  | 90.            | –   | –  | –    | –   | –   | –   | 40 %   |
| 6.               | Oberhof (2)              | 29.            | –   | –  | –    | 6.  | –   | –   | 68 %   |
| 7.               | Anterselva               | –              | –   | –  | 77.  | 10. | –   | –   | 67 %   |
| 8.               | Nové Město na Moravě     | 17.            | 15. | –  | –    | 18. | –   | –   | 61 %   |
| 9.               | Nové Město na Moravě (2) | 10.            | 30. | –  | –    | –   | –   | 17. | 62 %   |
| 10.              | Östersund                | 69.            | –   | –  | –    | –   | –   | –   | 60 %   |
| Celkové umístění | Celkové umístění         | 33.            | 50. | –  | nkl. | 10. | 14. | 14. | 65 %   |
| Celkové umístění | Celkové umístění         | 129 bodů (48.) |     |    |      | 10. | 14. | 14. | 65 %   |

#### Sezóna 2021/2022
| ČSP              | Místo             | SP            | SZ   | HZ | IZ  | ŠT | SŠT | SZD | STŘ  |
| ---------------- | ----------------- | ------------- | ---- | -- | --- | -- | --- | --- | ---- |
| 1.               | Östersund         | 54.           | –    | –  | 33. | –  | –   | –   | 77 % |
| 2.               | Östersund (2)     | 69.           | –    | –  | –   | 7. | –   | –   | 63 % |
| 3.               | Hochfilzen        | 32.           | 44.  | –  | –   | –  | –   | –   | 73 % |
| 4.               | Annecy            | 37.           | 44.  | –  | –   | –  | –   | –   | 73 % |
| 5.               | Oberhof           | 76.           | –    | –  | –   | –  | –   | –   | 60 % |
| 6.               | Ruhpolding        | 39.           | 43.  | –  | –   | –  | –   | –   | 73 % |
| 7.               | Anterselva        | –             | –    | –  | 59. | 6. | –   | –   | 81 % |
| 8.               | Kontiolahti       | 42.           | 43.  | –  | –   | 8. | –   | –   | 63 % |
| 9.               | Otepää            | 31.           | –    | –  | –   | –  | –   | –   | 60 % |
| 10.              | Holmenkollen-Oslo | 59.           | lpd  | –  | –   | –  | –   | –   | 50 % |
| Celkové umístění | Celkové umístění  | 62.           | nkl. | –  | 55. | 7. | –   | –   | 73 % |
| Celkové umístění | Celkové umístění  | 33 bodů (73.) |      |    |     | 7. | –   | –   | 73 % |

#### Sezóna 2022/2023
| ČSP              | Místo                | SP            | SZ   | HZ | IZ  | ŠT  | SŠT | SZD | STŘ  |
| ---------------- | -------------------- | ------------- | ---- | -- | --- | --- | --- | --- | ---- |
| 1.               | Kontiolahti          | 52.           | 47.  | –  | 79. | 6.  | –   | –   | 71 % |
| 2.               | Hochfilzen           | 59.           | 44.  | –  | –   | 7.  | –   | –   | 69 % |
| 3.               | Annecy               | 67.           | –    | –  | –   | –   | –   | –   | 60 % |
| 4.               | Pokljuka             | 42.           | DNS  | –  | –   | –   | –   | –   | 90 % |
| 5.               | Ruhpolding           | –             | –    | –  | 40. | 5.  | –   | –   | 82 % |
| 6.               | Anterselva           | 58.           | 49.  | –  | –   | 10. | –   | –   | 59 % |
| 7.               | Nové Město na Moravě | 49.           | 47.  | –  | –   | –   | –   | –   | 77 % |
| 8.               | Östersund            | –             | –    | –  | 26. | 7.  | –   | –   | 85 % |
| 9.               | Holmenkollen         | 42.           | ZRU  | –  | –   | –   | –   | –   | 70 % |
| Celkové umístění | Celkové umístění     | nkl.          | nkl. | –  | 48. | 7.  | –   | –   | 72 % |
| Celkové umístění | Celkové umístění     | 16 bodů (75.) |      |    |     | 7.  | –   | –   | 72 % |

#### Sezóna 2023/2024
| ČSP              | Místo             | SP             | SZ  | HZ  | IZ   | ŠT | SŠT | SZD |
| ---------------- | ----------------- | -------------- | --- | --- | ---- | -- | --- | --- |
| 1.               | Östersund         | 87.            | –   | ×   | 82.  | 6. | –   | –   |
| 2.               | Hochfilzen        | 29.            | 19. | ×   | ×    | 8. | ×   | ×   |
| 3.               | Lenzerheide       | 33.            | 50. | –   | ×    | ×  | ×   | ×   |
| 4.               | Oberhof           | 49.            | 23. | ×   | ×    | 6. | ×   | ×   |
| 5.               | Ruhpolding        | 8.             | 25. | ×   | ×    | 7. | ×   | ×   |
| 6.               | Anterselva        | ×              | ×   | –   | 48.  | ×  | –   | 12. |
| 8.               | Oslo-Holmenkollen | ×              | ×   | –   | 45.  | ×  | –   | –   |
| 9.               | Soldier Hollow    | 26.            | 27. | ×   | ×    | 5. | ×   | ×   |
| 10.              | Canmore           | 16.            | 24. | 24. | ×    | ×  | ×   | ×   |
| Celkové umístění | Celkové umístění  | 25.            | 24. | 39. | nkl. | 7. | 9.  | 9.  |
| Celkové umístění | Celkové umístění  | 195 bodů (32.) |     |     |      | 7. | 9.  | 9.  |

#### Sezóna 2024/2025
| ČSP              | Místo                | SP             | SZ  | HZ | IZ  | ŠT  | SŠT | SZD |
| ---------------- | -------------------- | -------------- | --- | -- | --- | --- | --- | --- |
| 1.               | Kontiolahti          | 76.            | ×   | –  | 29. | 9.  | –   | 14. |
| 2.               | Hochfilzen           | 59.            | 52. | ×  | ×   | 8.  | ×   | ×   |
| 3.               | Annecy               | 19.            | 46. | –  | ×   | ×   | ×   | ×   |
| 4.               | Oberhof              | 95.            | –   | ×  | ×   | ×   | –   | –   |
| 5.               | Ruhpolding           | ×              | ×   | –  | 78. | –   | ×   | ×   |
| 6.               | Anterselva           | 26.            | 28. | ×  | ×   | 11. | ×   | ×   |
| 7.               | Nové Město na Moravě | 34.            | 55. | ×  | ×   | 8.  | ×   | ×   |
| 8.               | Pokljuka             | ×              | ×   | –  | 27. | ×   | –   | 18. |
| 9.               | Oslo-Holmenkollen    | 19.            | 47. | –  | ×   | ×   | ×   | ×   |
| Celkové umístění | Celkové umístění     | 38.            | 59. | –  | 40. | 10. | 11. | 11. |
| Celkové umístění | Celkové umístění     | 105 bodů (46.) |     |    |     | 10. | 11. | 11. |